# Philip Agee
Philip Burnett Franklin Agee (19. juli 1935 i USA – 7. januar 2008 på Cuba) var en amerikansk CIA-agent og forfatter, som senere begyndte at arbejde for den sovjetiske og cubanske efterretningstjeneste.
Agee begyndte at arbejde i CIA i 1957 og var blandt andet udsendt til lande som Ecuador, Uruguay og Mexico. Efter eget udsagn blev han skuffet over at se, hvordan CIA støttede autoritære regimer, og derfor trak han sig tilbage i 1969, for at skrive en bog om sin tidligere arbejdsplads. Bogen Inside the Company: CIA Diary, udkom i 1975.
Ifølge Oleg Kalugin, daværende chef for KGB's kontraefterretningsdirektorat, henvendte Agee sig allerede i 1973 til KGB-residenturen i Mexico City og tilbød oplysninger. KGB afviste imidlertid Agee, der i stedet henvendte sig til den cubanske efterretningstjeneste, der tog imod ham med åbne arme. I forordet til sin bog takkede takkede Agee da også repræsentanter for det cubanske kommunistparti for deres hjælp.
Bogen førte til, at Agee blev stemplet som en forræder af de amerikanske myndigheder. Han blev efterfølgende frataget sit statsborgerskab og amerikanske pas pga. sine landsskadelige handlinger; en afgørelse der i 1981 blev stadfæstet af den amerikanske højesteret. Efterfølgende blev han udvist fra en række europæiske lande.
I 1978 begyndte Agee at udgive tidsskriftet Covert Action Information Bulletin, der var helliget kampen mod USA og særligt CIA. Ifølge den tidligere KGB-arkivar Vasilij Mitrokhin var det KGB og den cubanske efterretningstjeneste, der stod bag. I januar 1979 indeholdt tidsskriftet en artikel om KGB-forfalskningen FM 30-31B.
Agee døde i Havanna på Cuba den 7. januar 2008